# Синхайска революция
Синхайската революция (на китайски: 辛亥革命), наричана също Китайска революция, е революция, в хода на която е свалена от власт последната императорска династия (династията Цин) и е установена Република Китай. 
Революцията е наречена Синхайска, тъй като започва през 1911 г. – годината на Синхай (металната свиня) в китайския календар.
Включва множество бунтове и въстания. Повратна точка в нея е Уханското въстание от 10 октомври 1911 г., избухнало в резултат от протестите на Движението за железопътна защита. Завършва с абдикирането на Пу И (тогава - 6-годишен) на 12 февруари 1912 г., бележещо началото на ранния републикански период.
Революцията се заражда главно в отговор на упадъка на династията Цин, която се оказва неефективна в усилията си да модернизира Китай (Манджурската империя) и да се справя с външната агресия, от страна на западноевропейските страни и САЩ - например в Опиумните войни и нахлуването на Алианса на осемте държави. Много групировки се опитват да извършат преврат срещу династията с подкрепата на китайски революционери в изгнание. Кратката гражданска война, която последва, приключва с политически компромис между държавника Юен Шъкай и Сун Ятсен, водач на Обединената лига (Тунмънхуей).
След като дворът на Цин предава властта на новообразуваната република, е създадено временно коалиционно правителство заедно с Народното събрание. Въпреки това, политическата власт на новото национално правителство в Пекин скоро е монополизирана от Шъкай, което води до десетилетия политическо разделение и период на милитаристите, включващ няколко опита за възвръщане на имперската система.
В днешно време, както Република Китай (Тайван), така и Китайската народна република (КНР) считат себе си за легитимен наследник на Синхайската революция и почитат идеалите на революцията, включително национализма, републиканизма, модернизацията и националната единност. 10 октомври се отбелязва като годишнина в КНР, Хонгконг и Макау (Макао) и като национален празник в Тайван.

## Ход на събитията
Още от завладяването на Китай през 17 век, военната система на манджурите постепенно запада и през19 век династията Цин изпада в тежка криза, достигнала своя връх след смъртта на овдовялата императрица Цъси през 1908 г.. През 1911 г. император Пу И е все още дете, а регентството е некомпетентно да управлява страната. Неуспешните съревнования с другите държави разтърсват не само династията, но и целия правителствен апарат.
Поредицата от събития, водещи до революцията, започват с подписването на споразумение на 5 април 1911 г. с група чуждестранни банкери за построяването на железопътна линия в централната част на Китай. Правителството решава да национализира местна компания, строяща железопътна линия в Съчуан, и да използва част от парите ѝ за завършване на линията. Това засяга милиони данъкоплатци, а предложената от правителството сума не удовлетворява акционерите. Така, през септември 1911 г. недоволството прераства в открит бунт. На 10 октомври, след разкриването на заговор в Ханкоу (днес част от Ухан), имащ малка или никаква връзка с епизода в Съчуан, избухва метеж сред войниците, който се и разглежда като формално начало на революцията. Въстаналите войници скоро превземат местните монетен двор и оръжейна, докато град след град се обявяват срещу правителството на Цин. Регентът, в паника, удовлетворява искането на тълпата за незабавно приемане на конституция и призовава бившия вицекрал Юен Шъкай, да спаси династията. През ноември той е назначен за министър-председател. Той се въздържа от засилване на агресията срещу въстаниците и към края на годината вече 14 провинции са се обявили срещу властта на Цин. В няколко града са извършени кланета срещу манджурските гарнизони, а в Нанкин е основано републиканско правителство. Революционерът Сун Ятсен, създател на партията Гоминдан, се завръща от чужбина и е избран за временен президент. През декември Шъкай се съгласява на примирие и започва преговори с републиканците. На 12 февруари 1912 г. момчето-император абдикира от трона чрез прокламация, прехвърляща правителството на народните представители и обявяваща конституцията на страната за републиканска. Шъкай получава пълната власт да организира временно правителство. Властите в Нанкин се съгласяват императорът да задържи титлата си до живот и да получи голяма пенсия. За да се обедини страната, Ятсен отказва президентския пост, давайки път на Шъкай. За вицепрезидент е избран Ли Юенхун, който става известен в ранния етап на въстанието.
През март 1912 г. е обнародвана временна конституция от парламента в Нанкин, а през април правителството е прехвърлено в Пекин. Републиката, създадена с такава стряскаща бързина и сравнителна лекота, през следващите десетилетия става свидетел на постепенния крах на националното единство и порядъчното управление.